# Melek
Melek este o comună slovacă, aflată în districtul Nitra din regiunea Nitra. Localitatea se află la altitudinea de 165 m deasupra n.m., se întinde pe o suprafață de 6,19 km2 și în 2017 număra 459 de locuitori.

## Istoric
Localitatea Melek este atestată documentar din 1332.

## Demografie
| An:                | 1994 | 2004   | 2014   | 2024    |
| ------------------ | ---- | ------ | ------ | ------- |
| Număr de persoane: | 433  | 454    | 453    | 562     |
| Diferență:         |      | +4,84% | −0,22% | +24,06% |

| An:                | 2023 | 2024   |
| ------------------ | ---- | ------ |
| Număr de persoane: | 564  | 562    |
| Diferență:         |      | −0,35% |